# Detetive
Detetive (AO 1945: detective) é o profissional responsável por detectar um fato, investigar, desmascarar circunstâncias e pessoas nelas envolvidas. 
A principal distinção que existe entre o detetive (privado) e o investigador (policial) é o caráter finalístico dessas profissões: o primeiro é um particular que presta serviços de investigações particulares a pessoas físicas ou jurídicas, enquanto que o segundo, servidor público de carreira policial do Estado, investido de autoridade e porte funcional de arma de fogo, tem sua atuação voltada à investigação de crimes.

## Ficção
A história de detetives é um gênero popular de literatura desde o início do século XIX. Sherlock Holmes, personagem de Arthur Conan Doyle, e Hercule Poirot, personagem de Agatha Christie são os detectives mais famosos da ficção. Edgar Allan Poe criou C. Auguste Dupin considerado o primeiro detetive da ficção.
Outros célebres detectives fictícios são: Miss Marple, Veronica Mars, L Lawliet, Philip Marlowe, Charlie Chan, Dick Tracy, Adrian Monk, Perry Mason, Ellery Queen, Nero Wolfe, Inspetor Clouseau, Inspetor Japp, Kojak, Columbo, Jules Maigret, Fox Mulder, Dana Scully, Arsène Lupin, Tommy e Tuppence Beresford, Parker Pyne, Barnaby Jones, Delegado Mello Pimenta e Ed Mort, John McClane, Harry Callahan, Clarice Starling, Rick Deckard, entre outros.

## Vida Real
Antes mesmo de surgir detetives famosos da literatura, existiram pessoas que possuíam as qualidades de muitos personagens dos romances policiais. Os detetives famosos da vida real serviram de inspiração inúmeras vezes.
No Estados Unidos o mais famoso detetive da vida real foi Allan Pinkerton o fundador da Agência Nacional de Detetives Pinkerton ele contratou Kate Warne que ficou conhecida como a primeira detetive mulher do mundo.
No Brasil uma das primeiras detetive mulher foi Maria Angeles Bekeredjian conhecida como (Angela Detetive) o mais famoso detetive do Brasil nos anos 70 foi Bechara Jalkh.

## Brasil
Ambas profissões acima citadas pertencem à familia ocupacional dos Agentes de Investigação e Identificação, no grupo dos Técnicos de Nivel Médio das Ciências Administrativas, da Classificação Brasileira de Ocupações - CBO, aprovada pela Portaria MTE n.º 397, de 9 de outubro de 2002, revogada pela Portaria n.º MTP n.º 671, de 8 de novembro de 2021.
No serviço público investigador (de polícia) é carreira policial civil, é o agente responsável por exercer atribuições apuratórias, cartorárias, procedimentais, de obtenção de dados, de operações de inteligência e de execução de ações investigativas, sob determinação ou coordenação da autoridade policial (delegado de polícia), assegurada atuação técnica e científica nos limites de suas atribuições, consoante dipõe o art. 27 da Lei Orgânica Nacional da Polícias Civis. O requisito básico para ingresso nesse cargo policial é formação em nível superior em qualquer área, aprovação em concurso público e habilitação técnica em academia de formação policial.   
Na atividade privada temos o detetive ou investigador particular, profissional regido pela Lei n.º 13.432, de 11 de abril de 2017, que é definido como agente autônomo, empregado ou empresário no seguimento de investigações particulares, ou seja, coleta da dados e informações de natureza não criminal visando ao esclarecimento de assuntos de interesse do contratante, ocupação definida pelo Ministério da Fazenda como atividade técnica de natureza intelectual.  
Detetives particulares operam predominantemente como prestadores de serviços autônomos, contribuintes passíveis do recolhimento do ISS (Imposto Sobre Serviços de Qualquer Natureza), sem qualquer controle administrativo estatal e, por outro lado, sujeitos ao controle policial  previsto pelo Decreto n.º 50.532, de 3 de maio de 1961, que regulamenta a Lei n.º 3.099, de 24 de fevereiro de 1957 acaso atuem sob a forma empresarial no ramo de investigações.  
Em São Paulo, consoante Decreto Estadual n.º 65.108, de 4 de agosto de 2020 (art. 3º, inciso V), o registro das empresas de investigações ou informações particulares é competência da Divisão de Registros Diversos do Departamento de Polícia de Proteção à Cidadania - DPPC. 
Apesar de não constar na supramencionada norma a exigência de formação específica para o detetive particular, rescentemente o Ministério da Educação reconheceu o curso superior de Tecnologia em Investigação Profissional (EaD), lançado em 2017 pelo Centro Universitário Internacional - UNINTER , contudo, tradicionalmente a qualificação do detetive particular se dá por cursos profissionalizantes livres, ofertados por pessoas físicas ou jurídicas que não precisam ser autorizados ou reconhecidos pelos órgãos oficiais de regulação dos sistemas de ensino brasileiro. 
Em caráter excepcional, desde que autorizado pela autoridade policial competente, o detetive da iniciativa privada pode, mediante contrato formal com a parte interessada (vitima ou averiguado), colaborar com o inquérito policial em curso. Nessa hipótese, sem contar com recursos materiais e humanos do órgão de polícia judiciária, caberá ao investigador contratado realizar com conhecimento técnico o levantamento de fontes de informações ou de outros elementos relacionados com o fato delituoso ainda não conhecidos do Estado-investigação. 
Obviamente, em razão da própria natureza de suas atividades, do detetive contratado não se exigirá imparcialidade, vez que o seu compromisso, observadas as delimitações contidas na indigitada norma de regência profissional, é com a defesa dos interesses daquele que o remunera pelo serviço investigativo.
Em que pese o advento da Lei do Detetive Particular, diferente do objetivo geral do legislador que se vê sintetizado na redação do art. 6º desse  diploma legal, o exercício da profissão em tela está longe de ser homogêneo no território nacional, persistindo em regra afeito à informalidade, tanto na forma em que esse agente se coloca no mercado como prestador de serviços, quanto na materialização do resultado alcançado na execução dos serviços. A despeito dessa constatação, encontramos nas cinco regiões do Brasil em número relativamente diminuto profissionais com know-how e expertise em investigações particulares atendendo demandas de pessoas e empresas, esses comumente sediados nas metrópoles e cidades ou microrregiões contíguas com população acima dos 500 mil habitantes. Em localidade pequenas, mais afastadas e sem expressão em termos de ordem econômica, são raros profissionais e/ou empresas especializadas em atividade regular. 
Ainda carregando o rótulo de especialista em casos de infidelidade conjugal, nos dias atuais o profissional detetive particular que possui anos de efetiva prática profissional, caracterizado pela atuação revestida das formalidades legais e pelo contínuo processo de formação continuada via cursos de curta duração e/ou de extensão em áreas do conhecimento com interface com a sua profissão, apresenta-se apto também para desvendar casos complexos de natureza empresarial como operações fraudulentas, auxiliando auditorias internas, coletando provas para impugnação de indenizações e executando investigações de compliance, dentre outros trabalhos sigilos que exigem experiência e conhecimento multidisciplinar. O trabalho investigativo prestado por um detetive particular ou por agentes de uma agência de investigações pode ser meramente de cunho informativo ou, sob outro enfoque, especificamente de natureza probatória para o ajuizamento de ação ou embasar a apresentação de contestação em contencioso judicial ou administrativo de interesse do contratante.
O aperfeiçoamento da Lei n.º 13.432, de 2017, está tramitando na Câmara do Deputados materializado nos termos do parecer do relator  (substitutivo) aprovado pela Comissão de Trabalho em 15/08/2023, referente aos textos dos Projetos de Lei n.º 3161/2021 e do apenso n.º 3432/2021.

## Portugal
Em Portugal, a profissão não é regulamentada pelo Ministério do Trabalho.